# Sansevieria bacularis
Espèce
Classification APG III (2009)
Sansevieria bacularis, également appelée Dracaena bacularis, est une espèce de plantes de la famille des Liliaceae et du genre Sansevieria.

## Description

### Appareil végétatif

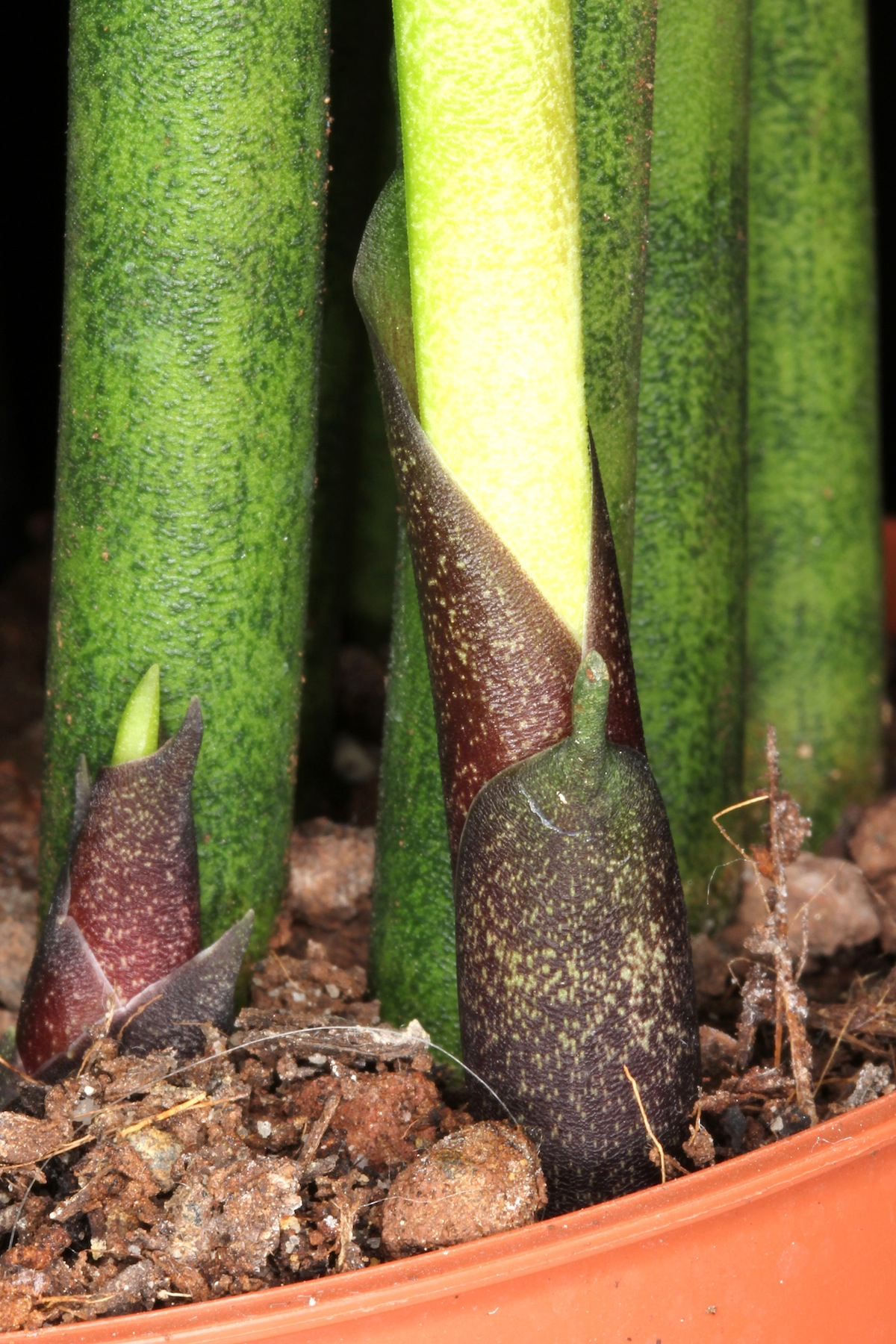
Base distinctive de S. bacularis, avec la couleur violette des jeunes feuilles.

Plante succulente, Sansevieria bacularis présente un port érigé, généralement de 15 à 30 cm de hauteur (pouvant aller jusqu'à 80 cm), avec des feuilles cylindriques étroites (1,1 à 1,5 cm de diamètre) et verticales – d'une à deux feuilles par pied, en bâtons ou baguettes (d'où son nom bacularis du latin baculum) –, ou légèrement compressées avec un sillon central, de couleur vert-foncé strié de vert-clair.
Un caractère distinctif de l'espèce est la couleur pourpre à violette des cinq-six jeunes feuilles basales émergeant du rhizome faisant de 50 à 70 cm de longueur pour 0,4 à 0,6 cm de diamètre.

### Appareil reproducteur
La floraison, occasionnelle, ne survient que chez des individus âgés avec l'inflorescence d'un pédoncule de 50 à 70 cm de longueur, tacheté de pourpre, qui donne des corolles de 30 à 45 cm  de longueur portant de deux à huit fleurs blanches tachetées de pourpre par grappe.
Le morphologie des fruits n'est pas connue

## Taxonomie

### Découverte et identification
L'espèce Sansevieria bacularis a été initialement collectée par le botaniste Horst Pfennig en 1978 avant d'être identifiée comme espèce à part entière par les botanistes sud-africains James Alan Butler et Stephen Jankalski en 2010,.
Son épithète spécifique, bacularis, vient du latin baculum (bâton, baguette) et se rapporte à la morphologie spécifique des feuilles.

### Synonymes et cultivars
L'espèce porte un nom synonyme :
- Dracaena bacularis (Pfennig ex A. Butler & Jankalski, 2010 ; Byng & Christenh., 2018)

Les cultivars décoratifs communs de Sansevieria bacularis sont : 'Mikado', 'Musica', 'Fernwood'. Enfin Sansevieria bacularis est souvent confondue en horticulture avec Sansevieria sulcata (également appelé Sansevieria canaliculata).

## Distribution et habitat
L'espèce est originaire d'Afrique tropicale, en particulier de la République démocratique du Congo dans la zone du lac Kivu et au Rwanda. Elle pousse sur les falaises des vallées et en bordure des zones humides mais également en buisson dans les sols rocailleux et secs entre 1 000 et 1 400 m d'altitude.